# Nachrichtenforschung

Grafische Übersicht der Hauptgebiete und der wichtigsten Modelle zur Nachrichtenforschung.

Die Nachrichtenforschung beschäftigt sich mit Nachrichten in Massenmedien und ist Teil der Medien- und Kommunikationswissenschaft. Sie behandelt vor allem Auswahl, Gestaltung und Themen von Nachrichten, also das Produkt.
Die Nachrichtenforschung geht bis in die 1920er-Jahre zurück, als sich der amerikanische Kommunikationswissenschaftler Walter Lippmann mit Nachrichtenentstehung, Nachrichtenfluss und Nachrichtenwert beschäftigte. Seither wurden in der Nachrichtenforschung zahlreiche Modelle entwickelt, die auch unter dem Begriff „Nachrichtentheorie“ zusammengefasst werden. Dieser Begriff ist jedoch missverständlich, weil es sich nicht um eine Theorie im strengen Sinn handelt, sondern eher um einen Sammelbegriff.

## Modelle zur Auswahl von Nachrichten
- Arbeiten zu Nachrichtenentstehung und Nachrichtenfluss (englisch: news flow) versuchen zu erklären, wie Informationen über Ereignisse zu Nachrichten in den Massenmedien werden. Wichtige Veröffentlichungen von Fishman, Kepplinger, Lippmann, Weischenberg.
- Modelle von Nachrichtenfaktoren (auch: Nachrichtenwert) befassen sich mit der Frage, nach welchen Merkmalen bestimmte Ereignisse für die Berichterstattung ausgewählt werden. Wichtige Veröffentlichungen von Galtung / Ruge, Östgaard, Staab.
- Untersuchungen zu Nachrichtenschleusen (englisch: gatekeeper) beschäftigen sich damit, welche Eigenschaften der Journalisten die Nachrichtenauswahl beeinflussen. Wichtige Veröffentlichungen von Robinson, Snider, White.

## Modelle zur Gestaltung von Nachrichten
- Forschungen zu Nachrichtenregeln beschreiben die Grundsätze, nach denen Journalisten ihre Nachrichten formulieren. Wichtige Veröffentlichungen von Gaye Tuchman.
- Arbeiten zu Nachrichtenroutinen versuchen zu erklären, mit welchen Methoden die Journalisten bei der Formulierung von Nachrichten die Nachrichtenregeln anwenden. Wichtige Veröffentlichungen von van Dijk.

## Modelle zu den Themen von Nachrichten
- Untersuchungen zur Nachrichtenthemensetzung (englisch: agenda setting) befassen sich damit, warum und wie bestimmte Themen in Nachrichten behandelt werden. Wichtige Veröffentlichungen von Cohen, Lang / Lang, McCombs / Shaw.
- Forschungen zu Nachrichtentendenzen (englisch: news bias) versuchen die Ursachen von Einseitigkeiten in der Berichterstattung zu ermitteln. Wichtige Veröffentlichungen von Klein / Maccobby.